# Joanna Pacuła
Joanna Pacuła (Tomaszów Lubelski, 2 januari 1957) is een Pools actrice. Zij werd in 1984 genomineerd voor een Golden Globe voor haar bijrol als Irina Asanova in Gorky Park, haar eerste Amerikaanse film. In 1990 volgde een nominatie voor een Saturn Award voor haar hoofdrol als Felice in de horrorfilm The Kiss.
Pacuła speelde van 1977 tot en met 1982 in Poolse films. Vanwege het communistische regime in haar geboorteland, emigreerde ze daarop niettemin naar de Verenigde Staten. Van daaruit was Pacuła sindsdien te zien in nog ruim veertig filmrollen (inclusief die in televisiefilms).

## Filmografie
*Exclusief 5+ televisiefilms
| - Shannon's Rainbow (2009) - Good God Bad Dog (2009) - Chicano Blood (2008) - When Nietzsche Wept (2007) - Honor (2006) - Forget About It (2006) - The Cutter (2005) - Dead Easy (2004) - Moscow Heat (2004) - El padrino (2004) - Dinocroc (2004) - Warrior Angels (2002) - Cupid's Prey (2002) - The Hit (2001) - No Place Like Home (2001) - Virus (1999) - The Art of Murder (1999) - The White Raven (1998) - My Giant (1998) - Error in Judgment (1998) - The Haunted Sea (1997) - En brazos de la mujer madura (1997, aka In Praise of Older Women) - Heaven Before I Die (1997) - Timemaster (1995) - Last Gasp (1995) - Captain Nuke and the Bomber Boys (1995) - Not Like Us (1995) | - Every Breath (1994) - Il silenzio dei prosciutti (1994, aka The Silence of the Hams) - C'è Kim Novak al telefono (1994, aka Kim Novak Is on the Phone) - Tombstone (1993) - Warlock: The Armageddon (1993) - Private Lessons II (1993) - Under Investigation (1993) - Black Ice (1992) - Eyes of the Beholder (1992) - Body Puzzle (1992) - La villa del venerdì (1991, aka Husbands and Lovers) - The Good Policeman (1991) - Marked for Death (1990) - Options (1989) - The Kiss (1988) - Sweet Lies (1988) - Death Before Dishonor (1987) - Escape from Sobibor (1987, televisiefilm) - Not Quite Paradise (1985) - Gorky Park (1983) - Yokohama (1982) - Czule miejsca (1981) - Zerwane cumy (1979) - Ultima noapte de dragoste (1979) - Nie zaznasz spokoju (1978) - Akcja pod Arsenalem (1978) - Barwy ochronne (1977) |

- Bibsys: 98078877
- Biblioteca Nacional de España: XX1290057
- Bibliothèque nationale de France: cb140247408 (data)
- Gemeinsame Normdatei: 1025247213
- International Standard Name Identifier: 0000 0001 1467 6659
- Library of Congress Control Number: no2002061133
- Nationale Bibliotheek van Israël: 987007447411705171
- Nationale Bibliotheek van Polen: a0000002410120
- Nederlandse Thesaurus van Auteursnamen: 128572515
- Système universitaire de documentation: 152169121
- Virtual International Authority File: 10047307
- WorldCat: E39PBJyxgGDr8jxfgCkBqVdG73